# Paola Rey
Paola Andrea Rey (sinh ngày 19 tháng 12 năm 1979 ở Bucaramanga, Colombia) là một nữ diễn viên nổi tiếng người Colombia. Bộ phim đã đưa cô lên hàng ngôi sao cũng là bộ phim nổi tiếng nhất của cô là Pasión de Gavilanes.

## Các bộ phim đã tham gia
- Las detectivas y el Víctor (2009) - Chabela
- Tiempo FinaL (2009)
- Montecristo (2007) - Laura Franco
- Amores de Mercado (2006) - Lucía Martínez
- La mujer en el espejo (2004) - Juliana Soler/Maritza Ferrer
- Pasión de gavilanes (2003) - Jimena Elizondo
- La Baby Sister (2000) - Fabiana Estrella Rivera Chitiva
- Por qué Diablos (1999) - Jazmín 'Jaz' Cordero
- Corazón Prohibido (1998)
- Fuego Verde (1998) - Graciela